# Carolina (Tommasi)
Carolina è una scultura in bronzo dell’artista italiano Marcello Tommasi, situata nella piazza Gabriel Pierné di Parigi.

## Storia
La scultura venne realizzata nel 1968 e venne collocata nella piazzetta parigina il 15 dicembre 1972; in quell’occasione, Tommasi ricevette al municipio la medaglia d’argento della città di Parigi. La statua venne posta nello square Gabriel-Pierné, uno spazio verde all’incrocio con rue de la Seine e rue Mazarine, dietro alla cappella del collegio delle Quattro Nazioni.

## Descrizione
La scultura rappresenta una ragazzina nuda a grandezza naturale. Il busto pende verso destra e le mani sono poggiate sui fianchi: il corpo forma così una curva morbida che rende la posizione del personaggio più femminile. I suoi capelli sono raccolti in una coda di cavallo sulla sommità della testa. Il suo volto presenta un'espressione determinata e i suoi occhi sono rivolti verso destra, come se qualcosa attirasse la sua attenzione. Carolina potrebbe rappresentare una ragazzina sfacciata, ribelle e orgogliosa, noncurante della sua nudità.
La statua bronzea è posizionata su un piedistallo cubico in cemento con la seguente scritta: 
Marcello Tommasi
1968»